# Enchin

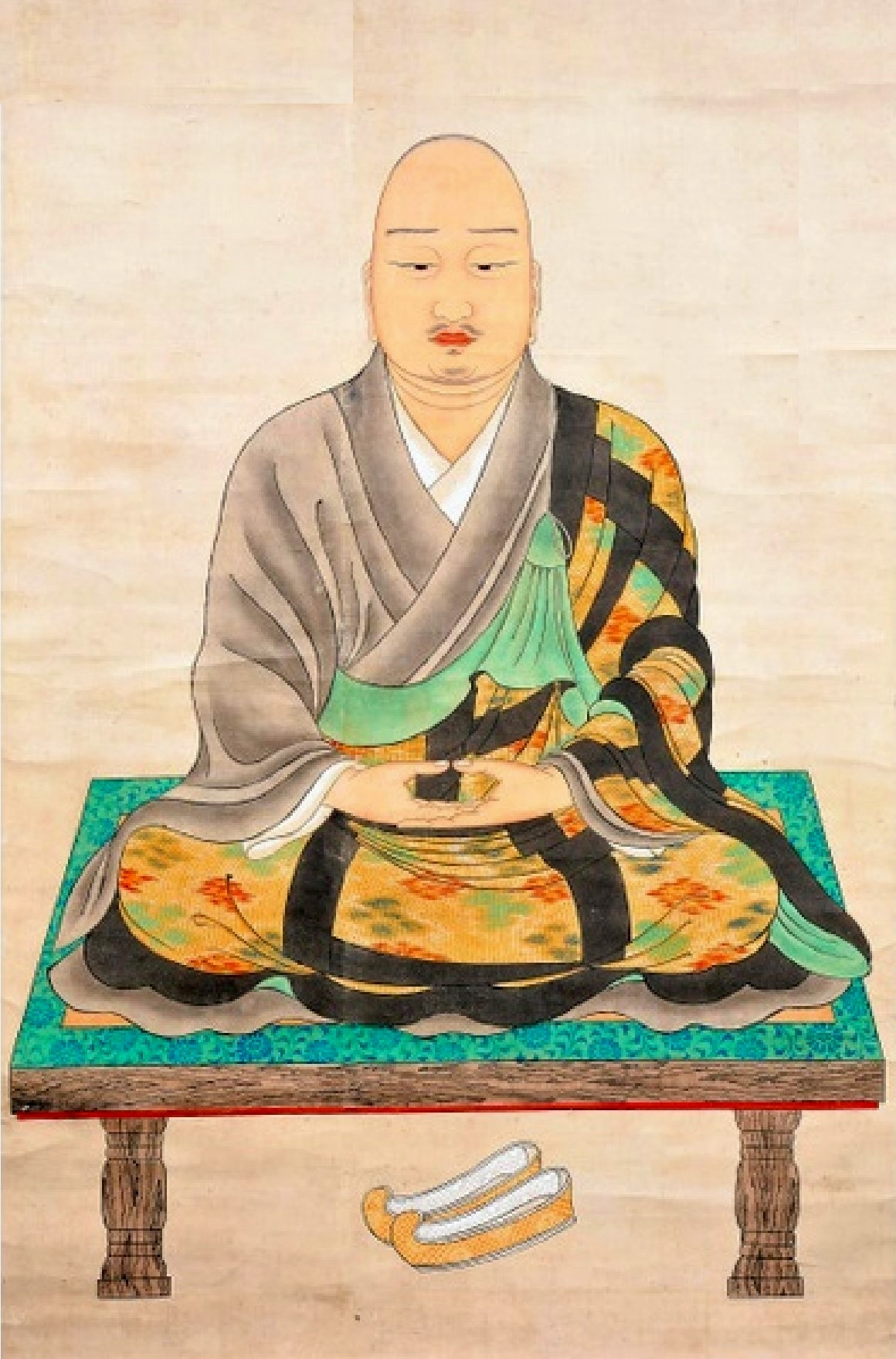
Enchin

Enchin (japanisch 圓珍, vereinfacht 円珍; geboren 8. April 814 im Landkreis Naka (Provinz Sanuki); gestorben 4. Dezember 891) war ein japanischer Tendai-Mönch der frühen Heian-Zeit.

## Leben und Wirken

### Frühe Jahre
Enchin war angeblich der Sohn von Kūkais Nichte. Er führte den weltlichen Namen Wake (和気). Im Alter von 15 Jahren stieg er auf den Berg Hiei, um unter Gishin (義真; 781–833), dem Oberpriester des Tempels Enryaku-ji, die Tendai-Richtung des Buddhismus zu studieren. Im Alter von 20 Jahren gelobte er, nach den Bodhisattva-Regeln zu leben. Er setzte seine Weiterbildung 12 Jahre lang in Abgeschiedenheit fort und wurde Oberpriester des Enryaku-ji.
Am 9. August 853 reiste Enchin an Bord eines chinesischen Handelsschiffes nach China der Tang-Zeit und kam in der Stadt Fuzhou in der Präfektur Lianjiang (連江県) an, wo er zunächst in den Tempel Kaiyuan-si (開元寺) eintrat. Am 13. Dezember betrat er den Tempel Guoqing-si (国清寺) auf dem Berg Tiantai (天台), wo er die Tiantai-(Tendai)-Abhandlung von Wuwai (物外; 786/813–885) hörte und mehr als 200 Bände mit Tendai-Texten erhielt. Hier traf er auch seinen Priesterkollegen Ensai (円載, ? –877). Im Mai 855 traf er in Chang’an ein, um den esoterischen Shingon-Buddhismus bei Faquan (法全; Geburts- und Todesdatum unbekannt) vom Tempel Qinglong-si (青龍寺) zu studieren. Im Juni 856 kehrte er zum Berg Tendai zurück. Nachdem er an verschiedenen Orten bei hohen Priestern studiert hatte, kehrte Enchin im Juni 858 mit einem Schiff des Kaufmanns Li Yanxiao (李 延孝; ? – 877) nach Japan zurück.

### Spätere Jahre
Enchin kam am 22. Juni in Dazaifu an und brachte eine große Anzahl von buddhistischen Schriften und buddhistischen Geräten mit. Im Jahr 859 trat er im Tempel Mii-dera in der Provinz Ōmi ein und wurde 868 Nachfolger von Priester Anne (安慧; 794–868) als Oberhaupt des Enryaku-ji. Er nutzte den Mii-dera als Zweigstelle der Tendai-Lehre, als einen Ort der Verkündigung der Dharma-Lehre und stärkte so deren Wirkung.
Seitdem heißt der Enryaku-ji „Sanmon“ (山門) – etwa „Haupttempel“, während der Mii-dera „Jimon“ (寺門) – etwa „Pforte zum Tempel“ genannt wird. Die Nachfolger Enchins setzten die Leitung weiter fort. Später spalteten sich Enchins Anhänger vom Enryaku-ji ab und bildeten die Jimon-Schule (寺門派), wobei Enchin als Gründer dieser Schule verehrt wurde.
Enchin studierte Tendai und Shingon sowie Kusha (倶舎), Inmyō (因明), Shittan (悉曇) – eine Sanskrit-Lehre, und brachte eine Sammlung von mehr als 440 Büchern und 1.000 Bänden Schriften mit. Er ist auch bekannt für seine Bemühungen um die Bereicherung und Vervollkommnung des Taimitsu (台密), des esoterischen Buddhismus der Tendai-Sekte, und dafür, dass er eine große Anzahl von Sutra-Bildern (経軌図像, Kyōki zusō) in Auftrag gab.
Zu Enchins Werken gehören unter anderem „Dainichi kyōshiki“ (大日経指帰), 1 Band, „Kōen Hokkegi“ (講演法華儀), 2 Bände, Jūketsu-shū (授決集), 2 Bände, „Hokke ronki“ (法華論記) 10 Bände.